# Vinařice (okres Mladá Boleslav)
Obec Vinařice se nachází v okrese Mladá Boleslav, kraj Středočeský. Rozkládá se 6 km jihovýchodně od Mladé Boleslavi. Těsně přiléhá k městu Dobrovice. Žije zde 308 obyvatel.

## Historie
První písemná zmínka o obci pochází z roku 1227.

### Územněsprávní začlenění
Dějiny územněsprávního začleňování zahrnují období od roku 1850 do současnosti. V chronologickém přehledu je uvedena územně administrativní příslušnost obce v roce, kdy ke změně došlo:
- 1850 země česká, kraj Jičín, politický i soudní okres Mladá Boleslav;[4]
- 1855 země česká, kraj Mladá Boleslav, soudní okres Mladá Boleslav;[4]
- 1868 země česká, politický i soudní okres Mladá Boleslav;[4]
- 1939 země česká, Oberlandrat Jičín, politický i soudní okres Mladá Boleslav;[5]
- 1942 země česká, Oberlandrat Praha, politický i soudní okres Mladá Boleslav;[6]
- 1945 země česká, správní i soudní okres Mladá Boleslav;[7]
- 1949 Pražský kraj, okres Mladá Boleslav;[8]
- 1960 Středočeský kraj, okres Mladá Boleslav.[9]

### Rok 1932
Ve vsi Vinařice (507 obyvatel) byly v roce 1932 evidovány tyto živnosti a obchody: cihelna, 2 hostince, 2 kováři, obchod se smíšeným zbožím, 2 trafiky, velkostatek.

## Pamětihodnosti
- Zámek Vinařice
- Kaplička

## Doprava
Silniční doprava
Do obce vede silnice III. třídy.
Železniční doprava
Železniční trať ani stanice na území obce nejsou. Nejblíže obci je železniční stanice Dobrovice ve vzdálenosti 2,5 km ležící na trati 071 z Nymburka do Mladé Boleslavi.
Autobusová doprava
V obci zastavovaly v pracovních dnech června 2011 autobusové linky Mladá Boleslav-Dobrovice-Prodašice (11 spojů tam i zpět), Dobrovice-Němčice (3 spoje tam i zpět) a Mladá Boleslav-Dobrovice-Dobrovice,Chloumek (6 spojů tam i zpět) (dopravce TRANSCENTRUM bus, s.r.o.).